# 古保利古墳群
古保利古墳群（こほりこふんぐん）は、滋賀県長浜市高月町西野・熊野・片山および湖北町石川にある古墳群。国の史跡に指定されている。

## 概要
滋賀県北部、琵琶湖北端の塩津湾に面する西野山丘陵の尾根上およそ南北3キロメートルにわたって一列に営造された、全国的にも有数の大規模古墳群である。前方後円墳8基（帆立貝形古墳1基含む）・前方後方墳8基・円墳79基・方墳37基の計132基から構成される。
古墳群はA-F支群の6支群に大きく分けられる。各支群に1基以上含まれる前方後円墳・前方後方墳16基は盟主墳として首長墓系譜をなすと想定され、前方後円墳（墳丘長32-90メートル）は古墳時代前期を主体として中期初頭まで、前方後方墳（墳丘長16.5-60メートル）は古墳時代初頭から前期までの築造と推定される。最古級となる前方後方墳の小松古墳では発掘調査が実施されており、銅鏡（方格規矩鏡・内行花文鏡）・銅鏃・鉄製品など多数の副葬品や土器が出土し、古墳時代初頭の3世紀中葉頃の築造と推定される。古墳群中最大規模となるのは西野山古墳で、墳丘長90メートル以上を測る。円墳・方墳は直径・一辺が10-20メートルを測るものが多く、最大では30メートルを測る。小規模古墳は古墳時代後期-終末期のものが多く、一部では群集墳を形成する（八つ岩支群）。
この古保利古墳群は、古墳時代初頭-終末期の営造で、主には前期の3世紀中葉-4世紀代の営造と推定される。古墳時代を通じて営造される点、前方後円墳・前方後方墳・円墳・方墳という4つの基本墳形を全て含む点で特色を示す。また琵琶湖を介した日本海ルートを直に望む地にあり、琵琶湖からしか望めない古墳も存在することから琵琶湖の水上交通への関与が想定され、水上交通を担った集団の構成・変遷を考察するうえでも重要視される古墳群になる。付近では物部古墳群などの築造も知られており、小地域ながら前方後円墳・前方後方墳が集中する地域として注目される。
古墳域は2003年（平成15年）に国の史跡に指定されている。

## 遺跡歴
- 昭和40年代、分布調査（滋賀県教育委員会）[2]。
- 滋賀県指定史跡に指定。
- 1983-1994年度（昭和58-平成6年度）、分布調査（高月町教育委員会、1995年に報告書刊行）[2]。
- 1998-2000年度（平成10-12年度）、一部の古墳の発掘調査（高月町教育委員会、2001年に報告書刊行）[2]。
- 2003年（平成15年）8月27日、国の史跡に指定[2]。

## 主な古墳
| 支群 | 古墳名 | 古墳名     | 座標                                     | 形状         | 規模          | 築造時期                | 備考                                                   |
| 支群 | 枝番号 | 通称       | 座標                                     | 形状         | 規模          | 築造時期                | 備考                                                   |
| ---- | ------ | ---------- | ---------------------------------------- | ------------ | ------------- | ----------------------- | ------------------------------------------------------ |
| A    | A-1    | 深谷古墳   | 北緯35度28分45.08秒 東経136度11分27.90秒 | 前方後円墳   |               |                         |                                                        |
| A    | A-2    | 西野山古墳 | 北緯35度28分41.83秒 東経136度11分36.20秒 | 前方後円墳   | 墳丘長90m以上 |                         | 古墳群中最大規模                                       |
| A    | A-3    | A-3号墳    |                                          | 円墳         | 直径15m       | 古墳時代後期            | 確認調査実施                                           |
| A    | A-5    | 巳ノ脇古墳 |                                          |              |               |                         |                                                        |
| B    | B-1    | ヘソ岩古墳 | 北緯35度28分25.94秒 東経136度11分40.26秒 | 帆立貝形古墳 | 墳丘長21m     |                         |                                                        |
| B    | B-6    | 小松古墳   | 北緯35度28分20.82秒 東経136度11分38.95秒 | 前方後方墳   | 墳丘長60m     | 古墳時代初頭            | 古墳群中最古級 確認調査実施 銅鏡・銅鏃・鉄製品など出土 |
| B    | B-10   | 木戸古墳   |                                          | 円墳         | 直径25m       | 古墳時代前期            | 確認調査実施                                           |
| B    | B-16   | 木戸越古墳 | 北緯35度28分12.23秒 東経136度11分40.95秒 | 前方後円墳   |               |                         |                                                        |
| C    | C-10   | 西山古墳   |                                          |              |               |                         |                                                        |
| C    | C-16   | 大浦古墳   | 北緯35度28分3.74秒 東経136度11分44.55秒  | 前方後方墳   |               |                         |                                                        |
| C    | C-17   | 野瀬古墳   |                                          | 円墳         | 直径30m       | 古墳時代前期以前        | 確認調査実施                                           |
| C    | C-20   | C-20号墳   |                                          | 方墳         | 一辺22m       | 古墳時代前期末-中期初頭 | 確認調査実施                                           |
| C    | C-22   | C-22号墳   |                                          | 円墳         |               | 古墳時代終末期          | 確認調査実施                                           |
| D    | D-1    | 寺ヶ浦古墳 | 北緯35度27分57.66秒 東経136度11分46.01秒 | 前方後円墳   |               |                         |                                                        |
| D    | D-2    | 臼ヶ谷古墳 | 北緯35度27分54.58秒 東経136度11分47.56秒 | 前方後方墳   |               |                         |                                                        |
| D    | D-6    | 堂山古墳   |                                          |              |               |                         |                                                        |
| D    | D-7    | 堂谷古墳   |                                          |              |               |                         |                                                        |
| D    | D-10   | 南山古墳   |                                          |              |               |                         |                                                        |
| D    | D-24   | 井ノ浦古墳 |                                          |              |               |                         |                                                        |
| D    | D-41   | 北谷古墳   | 北緯35度27分40.80秒 東経136度11分56.67秒 | 前方後方墳   |               |                         |                                                        |
| D    | D-42   | 黒見古墳   | 北緯35度27分38.69秒 東経136度11分58.03秒 | 前方後円墳   |               |                         |                                                        |
| E    | E-1    | 上大谷古墳 | 北緯35度27分34.67秒 東経136度12分2.31秒  | 前方後方墳   |               |                         |                                                        |
| E    | E-5    | 岩屋古墳   | 北緯35度27分30.58秒 東経136度12分3.92秒  | 前方後方墳   |               |                         |                                                        |
| E    | E-7    | 蜂谷古墳   |                                          |              |               |                         |                                                        |
| E    | E-9    | 熊野山古墳 | 北緯35度27分26.71秒 東経136度12分5.04秒  | 前方後方墳   |               |                         |                                                        |
| E    | E-14   | 屋ヶ谷古墳 | 北緯35度27分23.14秒 東経136度12分7.32秒  | 前方後方墳   |               |                         |                                                        |
| E    | E-15   | 大谷古墳   | 北緯35度27分20.72秒 東経136度12分9.13秒  | 前方後円墳   |               |                         |                                                        |
| F    | F-1    | 旭山古墳   | 北緯35度27分16.20秒 東経136度12分11.97秒 | 前方後円墳   |               |                         |                                                        |

## 文化財

### 国の史跡
- 古保利古墳群 - 2003年（平成15年）8月27日指定[2]。

## 関連文献
（記事執筆に使用していない関連文献）
- 『古保利古墳群詳細分布調査報告書』高月町町教育委員会、1995年。
- 『古保利古墳群 -第1次確認調査報告書-』高月町町教育委員会、2001年。